# شچربین (استان لهستان بزرگ‌تر)
شچربین (به لهستانی:  Szczerbin) یک روستا در لهستان است که در گمینا ووبژنگتسا واقع شده‌است.